# フォルクヴァンク美術館
フォルクヴァンク美術館（Museum Folkwang）は、ドイツのノルトライン＝ヴェストファーレン州エッセンにある美術館である。

## 沿革
1902年に創設された美術収集家カール・エルンスト・オストハウスの個人美術館と、エッセンの市立美術館が統合され、1922年にフォルクヴァンク美術館が出来上がった。「フォルクヴァンク」とは、北欧神話の愛の女神フレイヤが住んでいる宮殿の名前フォールクヴァングから取られている。
ナチス政権下では、同館所蔵の退廃芸術とされた作品が12000点も押収され、海外に売られるか焼却されてしまう。また第二次世界大戦の際に美術館の建物自体も爆撃を受け、一時閉館を余儀なくされる。戦後、作品の回収、購入等を経て1960年に再開。1970年代にはコレクションの規模は以前よりも大きなものとなった。1979年には写真部門も創設された。
2007年にはデイヴィッド・チッパーフィールドによる拡張部分が完成した。

## コレクション
フィンセント・ファン・ゴッホ等のポスト印象派、エルンスト・ルートヴィヒ・キルヒナー、パウラ・モーダーゾーン＝ベッカー等の表現主義、カスパー・ダーヴィト・フリードリヒ等のドイツロマン主義の絵画、ジョアン・ミロ等のシュルレアリスムを所蔵している。その他19世紀美術や近代美術・彫刻、写真のコレクションも知られている。

### 19・20世紀美術

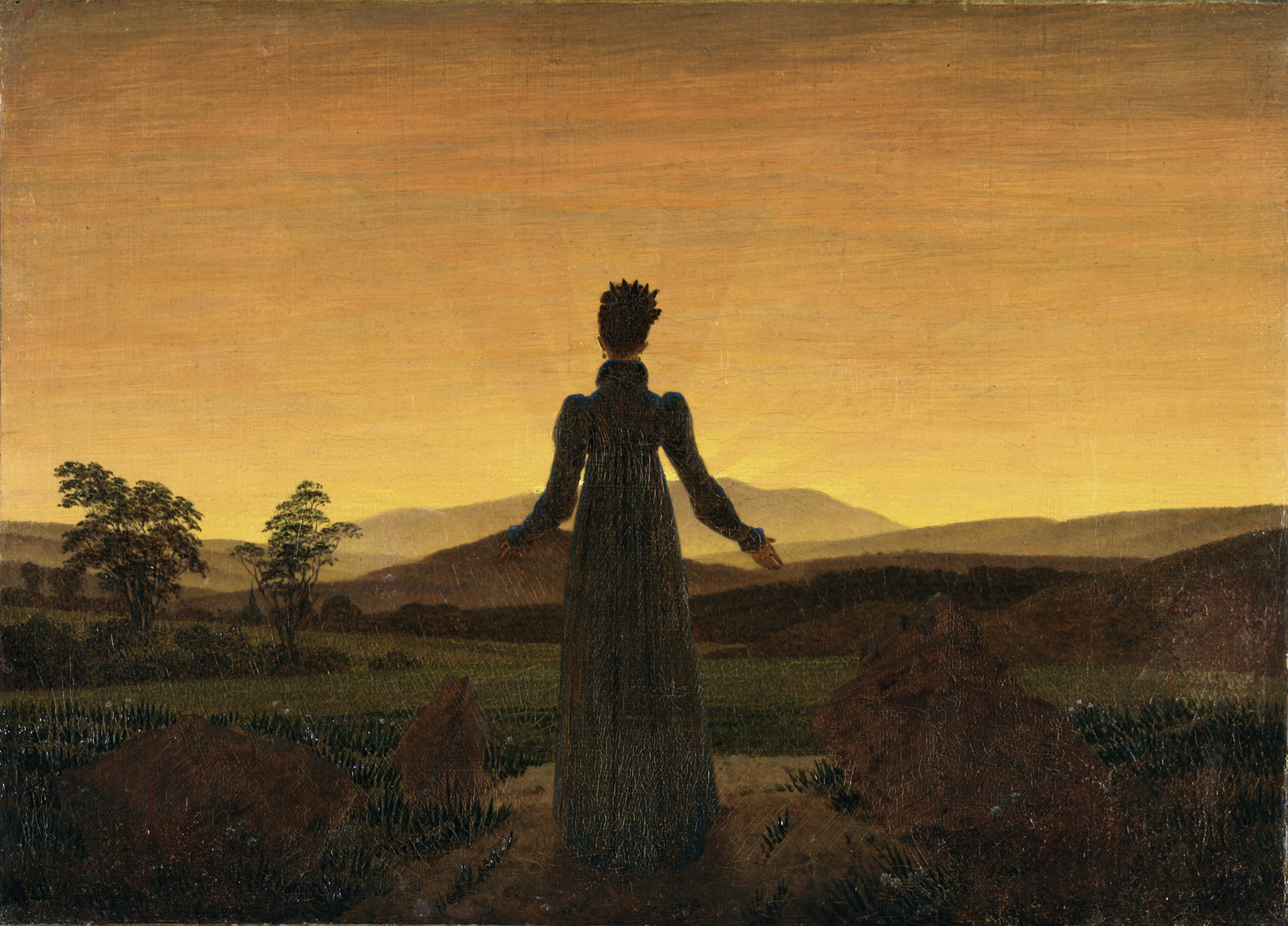
カスパー・ダーヴィト・フリードリヒ『朝日の中の婦人』1818-1820年
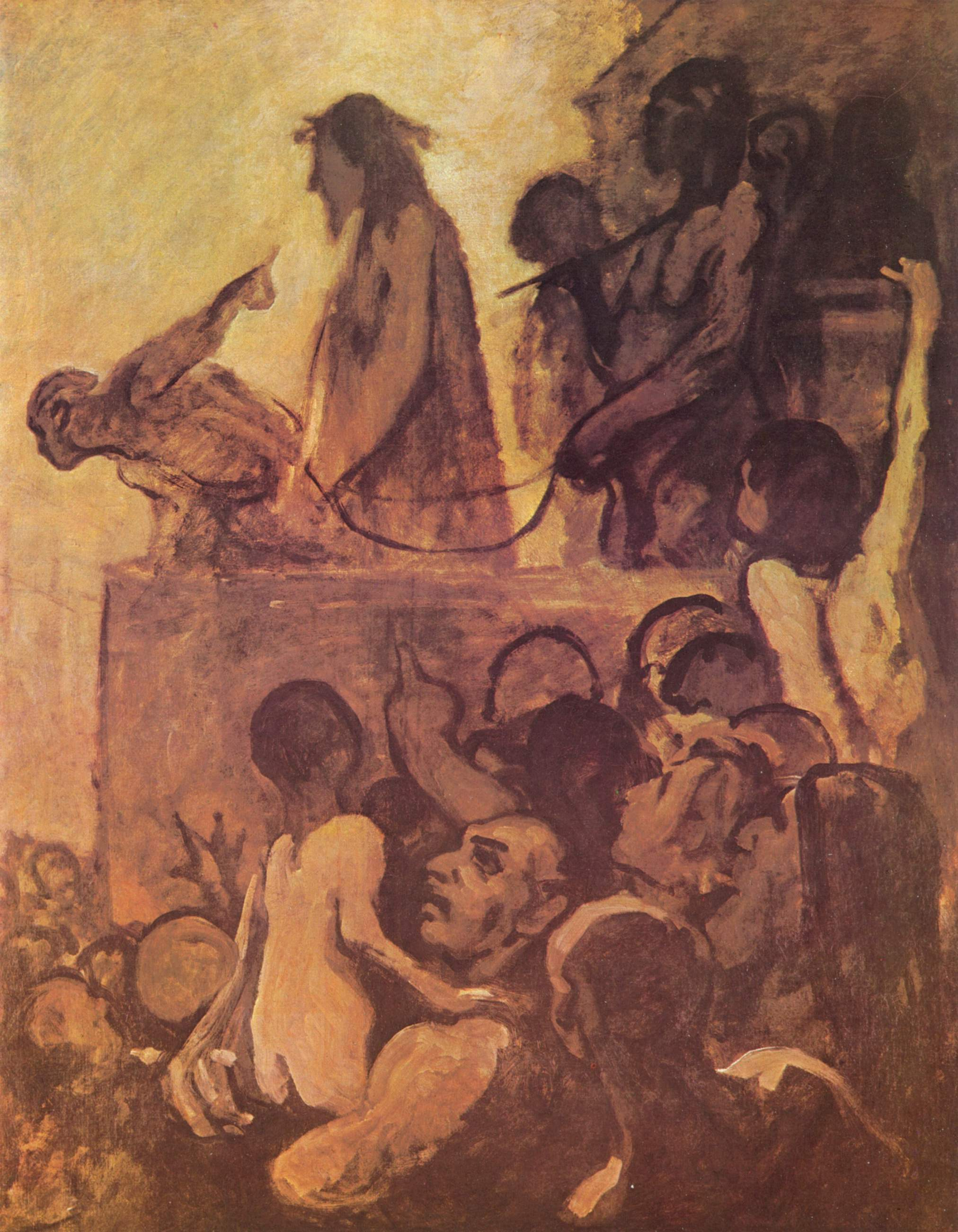
オノレ・ドーミエ『エッケ・ホモ』1850年
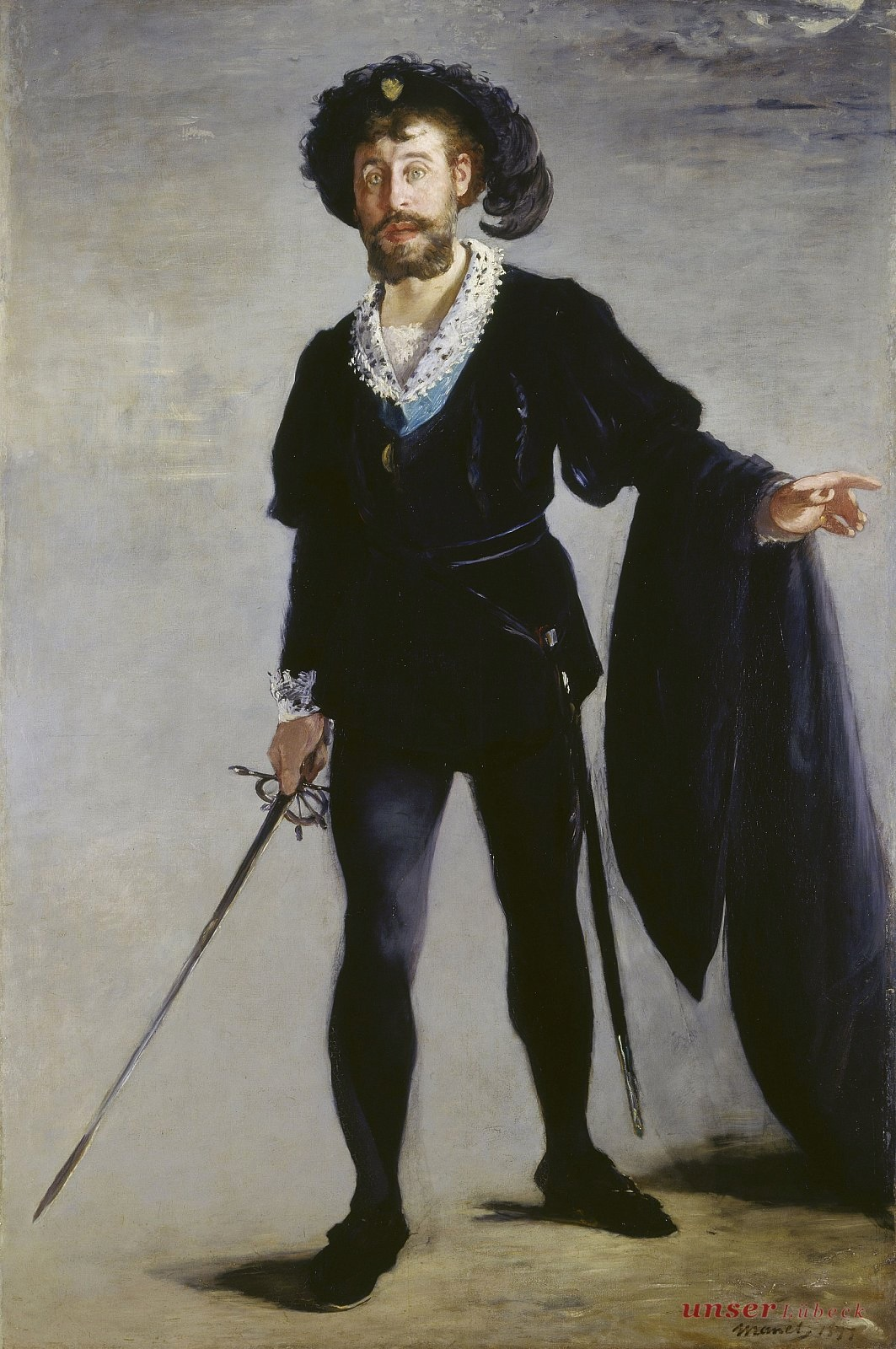
エドゥアール・マネ『ハムレットを演じるフォール』1877年
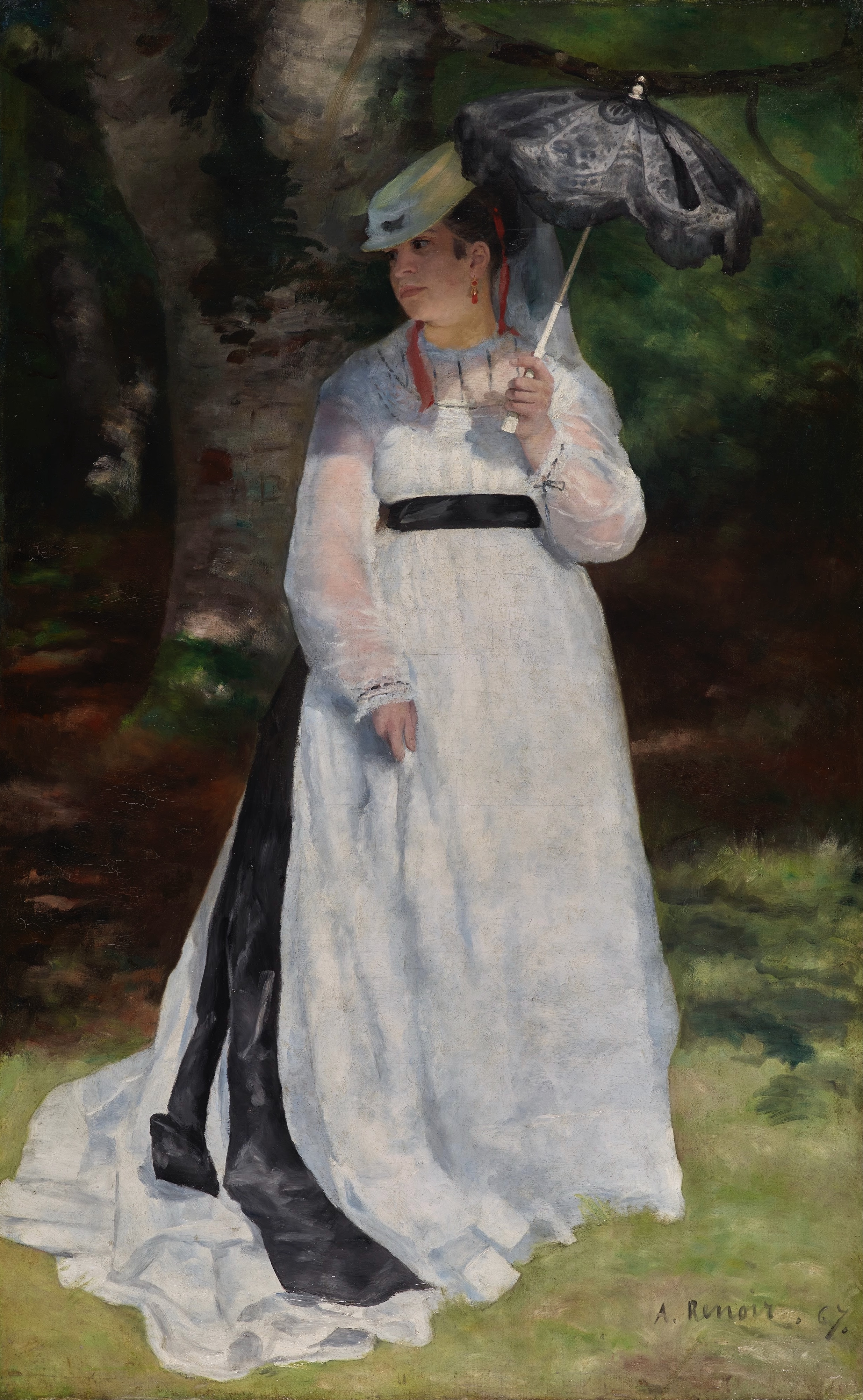
ピエール＝オーギュスト・ルノワール, Lise with Umbrella (Lise mit Schirm) 1867年
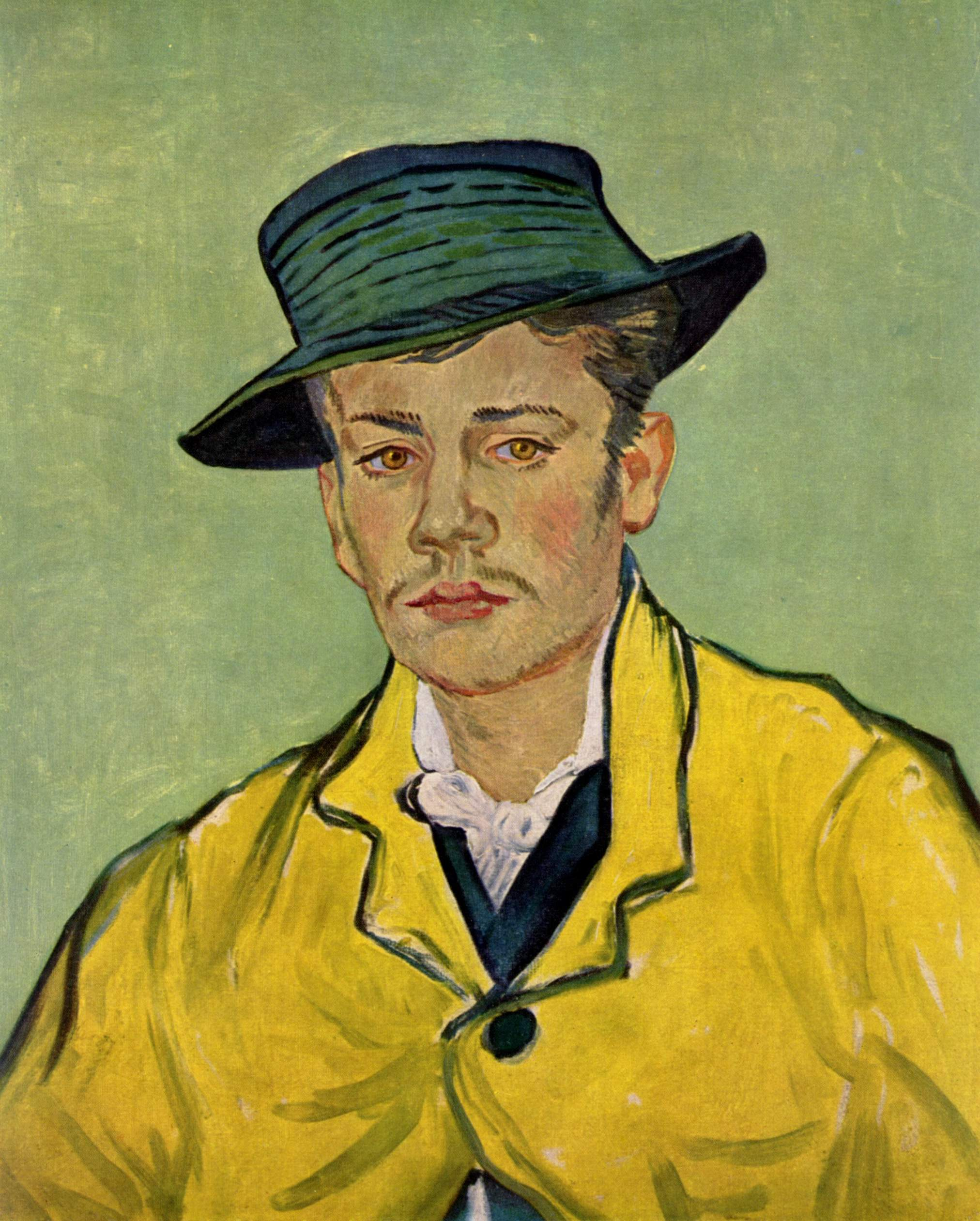
フィンセント・ファン・ゴッホ『アルマン・ルーランの肖像』1888年
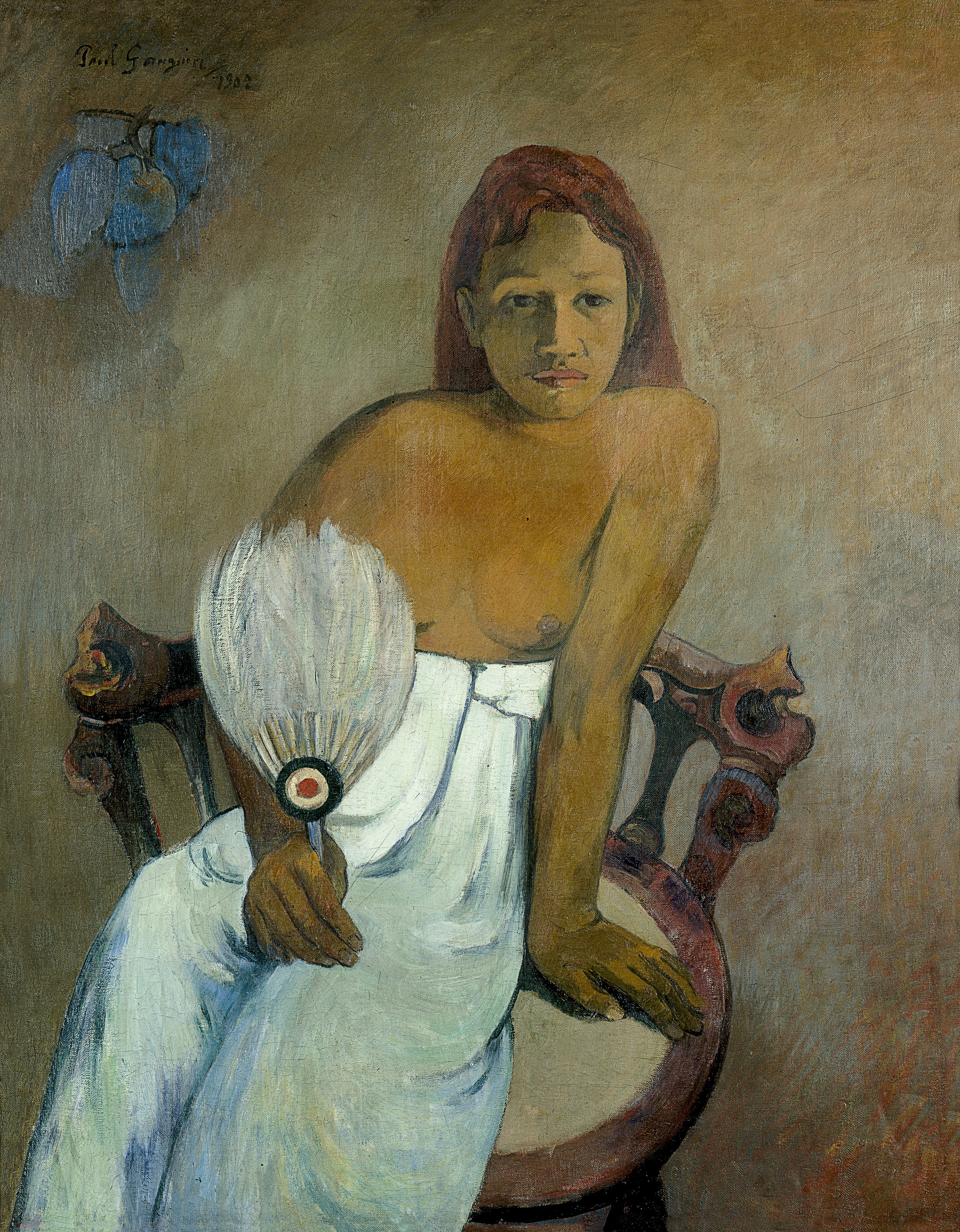
ポール・ゴーギャン『扇を持った若い女』1902年
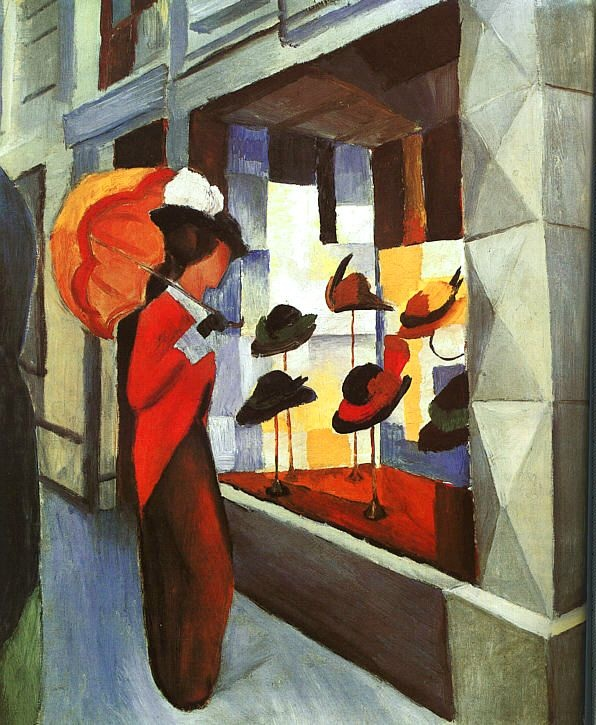
アウグスト・マッケ, Hatshop (Hutladen) 1914年
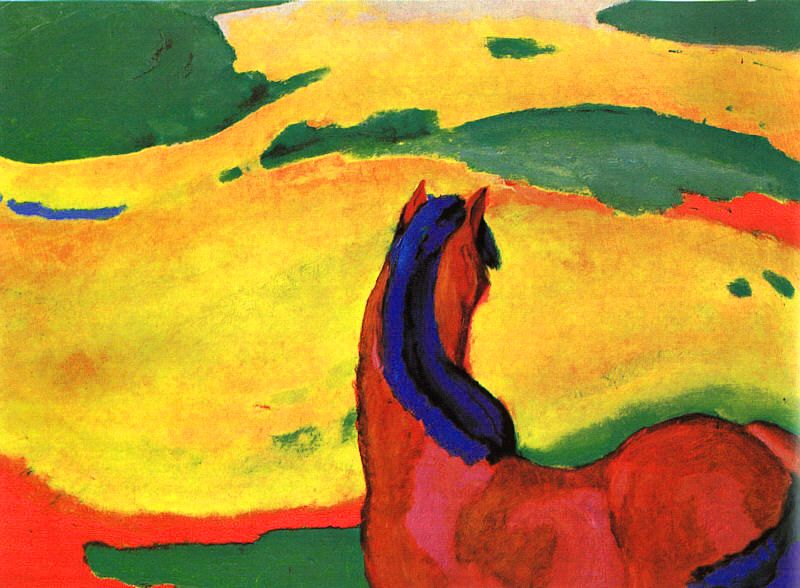
フランツ・マルク『 風景の中の馬』 1910年
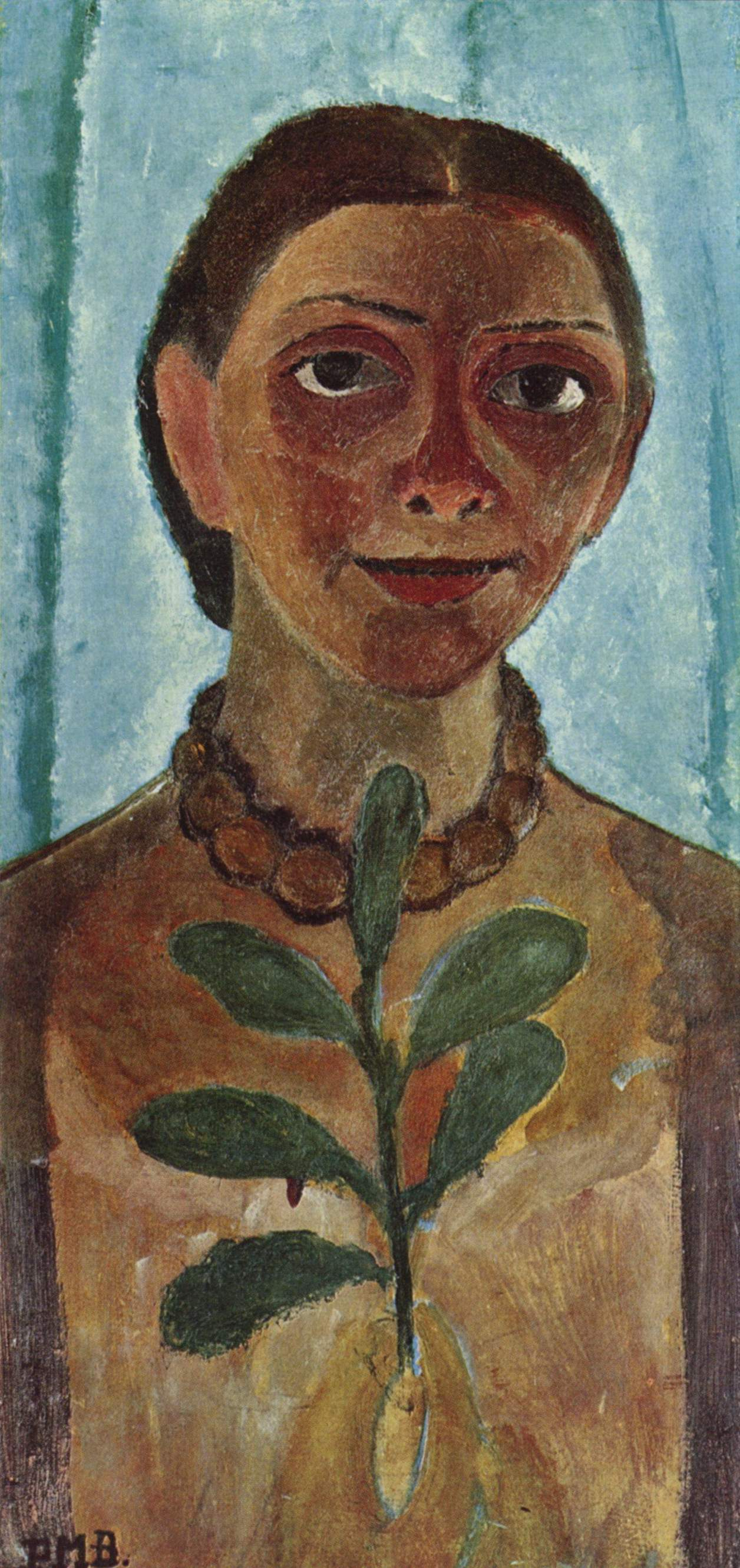
パウラ・モーダーゾーン＝ベッカー『椿の枝を持つ女性画家（自画像）』1907年

## 参照
1. ↑  http://www.saatchi-gallery.co.uk/museums/museum-profile/Museum+Folkwang,+Essen/396.html
2. ↑  “History”.   Folkwang-uni.de. 2010年8月24日閲覧。
3. ↑  "Degenerate Art", Philadelphia Museum of Art, accessed 20 September 2010
4. ↑  "Marc Chagall's Purim", Philadelphia Museum of Art, accessed 20 September 2010